# Dialecto ǂaakhoe
ǂAakhoe (ǂĀkhoe) y Haiǁom son parte del continuo dialectal khoekhoe y se hablan principalmente en Namibia. En el material escasamente disponible sobre el tema, ǂAkhoe y Haiǁom han sido considerados una variante del idioma khoekhoe, como dialectos separados (Haacke et al. 1997), como sinónimos virtuales de una única variante (Heikinnen, sf), o como "una forma en que algunos Haiǁom hablan su idioma en la parte norte de Namibia" (Widlock, sf). ǂAkhoe es especialmente intermedio entre las ramas Khoekhoe y Kalahari de la familia lingüística Kxoe.

## La gente
Los Haiǁom son tradicionalmente cazadores-recolectores y muchos aspectos de esta cultura tradicional se han conservado a pesar de la marginación política, económica y lingüística del grupo. Los rasgos característicos de su cultura incluyen danzas de trance curativo, magia de caza, uso intensivo de plantas silvestres e insectos como alimento, un sistema de nombres y parentesco único, narraciones frecuentes y el uso de un sistema de términos de paisaje para la orientación espacial.
Los Haiǁom viven en la sabana del norte de Namibia, en un área que se extiende desde los bordes del salar de Etosha y las áreas agrícolas blancas del norte hasta la frontera con Angola (y tal vez más allá) en el norte y Kavango en el este. Según Ethnologue , había 52.000 hablantes de haiǁom en 2016.

## Gramática
En teoría, ǂAakhoe posee un orden de palabras libre, siendo el orden sujeto-objeto-verbo (SOV) la preferencia dominante. De acuerdo con el perfil tipológico de las lenguas SOV, los adjetivos, demostrativos y numerales generalmente preceden a los sustantivos. Los sustantivos están marcados por marcadores de persona, género y número (PGN). Los adjetivos, demostrativos y numerales concuerdan con su sustantivo principal.
Mãa es un interrogativo usado libremente en Haiǁom, el sujeto |ũ toma el sufijo -ba , que es un marcador PGN que denota la tercera persona masculina del singular. El objeto indirecto se marca con -nde. Los demostrativo, sigue al sustantivo y se declina en concordancia con el sustantivo principal.
Las estructuras compuestas son muy productivas en ǂAkhoe y varían ampliamente en la combinación de categorías de palabras. Las posibilidades incluyen: 
- sustantivo+adverbio o viceversa,
- sustantivo+adjetivo o viceversa,
- adjetivo+adjetivo,
- adjetivo+adverbio o viceversa,
- adjetivo+sufijo, o múltiples combinaciones de los anteriores.

## Fonológia
Comparando la contribución de Heikinnen y Widlock a la fonología de ǂAkhoe con el trabajo fonológico más general y teórico de Peter Ladefoged en 1996, se puede decir que ǂAakhoe tiene 47 fonemas. Sin embargo, un bosquejo fonológico en profundidad de la lengua podría mostrar otros resultados en lo que respecta a las vocales.
|                   | Dentales | Alveolares | Palatales | Laterales |
| ----------------- | -------- | ---------- | --------- | --------- |
| VL sin aspiración | kǀ ǀg    | kǂ ǂg      | kǃ ǃg     | kǁ ǁg     |
| VL aspirados      | ǀˣ ǀkh   | ǂˣ ǂkh     | ǃˣ !kh    | ǁˣ ǁkh    |
| VL nasalizados    | ǀ ǀh     | ǂˣ ǂh      | ǃˣ ǃh     | ǁˣ ǁh     |
| VD nasalizados    | ŋǀʰ ǀn   | ŋǂʰ ǂn     | ŋ!ʰ ǃn    | ŋǁʰ ǁn    |
| Cierre glotal     | kǀʔ ǀ    | kǂʔ ǂkh    | kǃʔ ǃ     | kǁʔ ǁ     |

|            |                | Bilabiales | Dentales | Alveolares | Velares | Glotales |
| ---------- | -------------- | ---------- | -------- | ---------- | ------- | -------- |
| Nasales    | Nasales        | m ⟨m⟩      | n ⟨n⟩    |            |         |          |
| Oclusivas  | Planas         | p ⟨b⟩      | t ⟨t⟩    |            | k ⟨k⟩   |          |
| Oclusivas  | Prenasalizadas | ᵐb ⟨mb⟩    | ⁿd ⟨nd⟩  |            |         |          |
| Africadas  | planas         |            |          | tʃ ⟨tsh⟩   | kx ⟨kh⟩ |          |
| Africadas  | Prenasalizadas |            |          | ⁿdʒ ⟨ndz⟩  |         |          |
| Fricativas | Fricativas     |            |          | s ⟨s⟩      | x ⟨x⟩   | ɦ ⟨h⟩    |
| Vibrantes  | Vibrantes      |            |          | ɾ ⟨r⟩      |         |          |

### Vocales
ǂAkhoe Haiǁom tiene un total de 12 fonemas vocálicos. Estos se pueden dividir en monoftongos y diptongos, con una subdivisión adicional en pronunciación oral y nasal.
Monoftongos/i e a o u/ y /ĩ ã ũ/.
Diptongos/ai au/ y /ãi ãu/.